# David McCarthy
David McCarthy (* 16. Juli 1983 in Dublin) ist ein ehemaliger irischer Sprinter, der sich auf den 400-Meter-Lauf spezialisiert hat und auch im Mittelstreckenlauf an den Start ging. Seinen größten Erfolg feierte er mit dem Gewinn der Bronzemedaille in der 4-mal-400-Meter-Staffel bei den Hallenweltmeisterschaften 2004 in Budapest.

## Sportliche Laufbahn
Erste internationale Erfahrungen sammelte David McCarthy im Jahr 2001, als er bei den Junioreneuropameisterschaften in Grosseto in 47,83 s den siebten Platz im 400-Meter-Lauf belegte. Im Jahr darauf schied er bei den Halleneuropameisterschaften in Wien mit 46,86 s im Halbfinale über 400 Meter aus. Im Juli belegte er bei den Juniorenweltmeisterschaften in Kingston in 47,10 s den siebten Platz über 400 Meter und schied mit der irischen 4-mal-400-Meter-Staffel mit 3:13,45 min im Vorlauf aus. Anschließend schied er bei den Europameisterschaften in München mit 47,30 s in der ersten Runde  im Einzelbewerb aus und belegte mit der Staffel in 3:04,13 min den fünften Platz. 2003 belegte er bei den Hallenweltmeisterschaften in Birmingham in 46,61 s den fünften Platz und im Juli gelangte er bei den U23-Europameisterschaften in Bydgoszcz mit 46,26 min auf Rang sechs. Daraufhin schied er bei den Weltmeisterschaften bei Paris mit der Staffel mit 3:04,31 min im Vorlauf aus. Im Jahr darauf schied er bei den Hallenweltmeisterschaften in Budapest mit 47,34 s im Semifinale über 400 Meter aus und gewann mit der Staffel in 3:10,44 min gemeinsam mit Robert Daly, Gary Ryan und David Gillick die Bronzemedaille hinter den Teams aus Jamaika und Russland. 2005 schied er bei den Halleneuropameisterschaften in Madrid mit 47,36 s im Vorlauf über 400 Meter aus und im Jahr darauf schied er bei den Hallenweltmeisterschaften in Moskau mit 47,11 s im Halbfinale aus. Im August kam er bei den Europameisterschaften in Göteborg mit 46,53 s nicht über die Vorrunde über 400 Meter hinaus und klassierte sich im Staffelbewerb mit 3:05,57 min auf dem neunten Platz. 
2007 schied er bei den Halleneuropameisterschaften in Birmingham mit 1:49,37 min im Halbfinale im 800-Meter-Lauf aus und im August schied er auch bei der Sommer-Universiade in Bangkok mit 1:48,16 min im Semifinale aus. 2009 schied er bei den Halleneuropameisterschaften in Turin mit 1:53,53 min im Halbfinale aus und Im Jahr darauf kam er bei den Hallenweltmeisterschaften in Doha mit 1:51,88 min im Vorlauf aus. Im Juli erreichte er bei den Europameisterschaften in Barcelona das Semifinale über 800 Meter und schied dort mit 1:49,14 min aus. In den folgenden Jahren bestritt er nur noch vereinzelt Wettkämpfe, ehe er 2016 seine aktive sportliche Karriere im Alter von 33 Jahren beendete.
In den Jahren von 2002 bis 2006 wurde McCarthy irischer Hallenmeister im 400-Meter-Lauf sowie 2010 über 800 Meter.

## Persönliche Bestzeiten
- 400 Meter: 46,05 s, 18. Juli 2003 in Bydgoszcz
  - 400 Meter (Halle): 46,61 s, 15. März 2003 in Birmingham
- 600 Meter: 1:17,42 min, 3. Mai 2008 in Irishtown
- 800 Meter: 1:46,62 min, 19. Juli 2011 in Lignano Sabbiadoro
  - 800 Meter (Halle): 1:48,29 min, 2. Februar 2010 in Wien